# 김건영 (정치인)
김건영(1938년 12월 18일 ~ )은 대한민국의 정치인이다. 제64·65대 성주군수를 역임했다.

## 역대 선거 결과
|  | 58.98% |

|  | 42.15% |